# 우포2로
우포2로(Upo 2-ro)는 대한민국 경상남도 창녕군 이방면 안리삼거리에서 창녕군 창녕읍 오리정사거리를 잇는 도로이다.

## 주요 경유지
경상남도
- 창녕군 (이방면 - 대합면 - 대지면 - 창녕읍)

## 노선
| 이름            | 접속 노선                            | 소재지 | 소재지 | 비고 |
| --------------- | ------------------------------------ | ------ | ------ | ---- |
| 안리삼거리      | 국가지원지방도 제67호선 (이방로)     | 창녕군 | 이방면 |      |
| 이방교          |                                      | 창녕군 | 이방면 |      |
| 대방재          |                                      | 창녕군 | 이방면 |      |
|                 | 대합면                               | 창녕군 |        |      |
| 떡고개          |                                      | 창녕군 |        |      |
| 신월교          |                                      | 창녕군 |        |      |
| 대지교          |                                      | 창녕군 | 대지면 |      |
| 대지 교차로     | 국도 제5호선 (경남대로)              | 창녕군 | 대지면 |      |
| 오리정사거리    | 국도 제20호선 (우포1대로) (창녕대로) | 창녕군 | 창녕읍 |      |
| 창녕대로와 직결 |                                      |        |        |      |

## 주요 건물및 시설
- SK에너지 대창주유소 (우포2로 850/소야리 523-6)
- 대지초등학교 (우포2로 943/석리 277)
- 창녕대지우체국 (우포2로 972-1/모산리 530-1)
- 대지면 행정복지센터 (우포2로 975/모산리 501-1)
- 대지치안센터 (우포2로 977/모산리 498-1)
- 농협 창녕농협 대지지점 (우포2로 979/모산리 495)
- 농협 창녕하나로마트 대지점 (우포2로 979/모산리 495)
- 창녕소방서 (우포2로 1097/효정리 211-1)
- 세븐일레븐 창녕대로점 (우포2로 1164/효정리 35)
- GS칼텍스 대지주유소 (우포2로 1177/교리 961-1)
- 영신버스터미널 (우포2로 1213/교리 992-6)
- NH농협 창녕농협 오리정지점 (우포2로 1215/교리 992-10)